# Kipörgetve
A Kipörgetve (eredeti cím: Overdrive) 96 perces francia-amerikai akció-thriller, amelyet a Paramount Pictures hozott forgalomba 2017-ben. A filmet Antonio Negret rendezte, a forgatókönyvet Michael Brandt és Derek Haas írta, a főszerepekben pedig Scott Eastwood és Freddie Thorp látható.

## Cselekmény
Egy veteránautó-árverésen egy szakállas néger férfi másokat túllicitálva 41 millió euróért megvesz egy Bugattit. 
Két fiatalember egy felüljárón arról beszélget, hogyan fogják ellopni ugyanezt a kocsit, amit egy kamionban szállítanak. Egyikük ráugrik a kamionra, míg a másik a kocsijával elé hajtva megállásra kényszeríti. Egy megbízást teljesítettek egy drogbáró számára, aki azonban nincs megelégedve az eredménnyel és meg akarja ölni őket. Felajánlják neki, hogy a riválisától ellopják annak kedvenc kocsiját, egy veterán Ferrarit.
Közvetítőt keresnek a német férfihoz, és sikerül is meglátogatniuk. Még a garázsában tárolt Ferrarikat is megmutatja nekik. Azonban az akcióra mindössze egy hetet kaptak a drogbárótól. Be kell vonniuk egyikük barátnőjét, Stephanie-t és annak tolvaj barátnőjét is, továbbá egy balkezes robbantási szakembert és jó pár ügyes sofőrt.
Azonban az akciót éppen fordítva hajtják végre: a drogbáró féltett veteránautóit lopják el. Hegyi szerpentineken menekülnek, üldözőik egyenként balszerencsés véget érnek (pl. szembe jövő kamionnal való ütközés). Az értékes autók miatt nem lőnek rájuk.
A drogbáró is meghal, amikor el akarja ütni őket, egy oldalról érkező busz miatt. Eközben a veterán autókat behajózták egy kompra, ahol a német üzletember átveszi őket a csapattól.

## Szereplők
| Színész                          | Szerep                      | Magyar hang       |
| -------------------------------- | --------------------------- | ----------------- |
| Scott Eastwood                   | Andrew Foster               | Fehér Tibor       |
| Freddie Thorp                    | Garrett Foster              | Szatory Dávid     |
| Ana de Armas                     | Stephanie, Andrew barátnője | Gáspár Kata       |
| Gaia Weiss                       | Devin                       | Dobó Enikő        |
| Clemens Schick                   | Max Klemp, német üzletember | Király Attila     |
| Simon Abkarian                   | Jacomo Morier               | Jakab Csaba       |
| Abraham Belaga                   | Laurent Morier              | Zámbori Soma      |
| Moussa Maaskri                   | Panahi                      | Bolla Róbert      |
| Magne-Håvard Brekke              | Kuhn                        | Rosta Sándor      |
| Pierre-Marie Mosconi             | Closson                     | Dézsy Szabó Gábor |
| Joshua Fitoussi                  | Leon                        | Mészáros Máté     |
| További magyar hangok            |                             |                   |
| Dózsa Zoltán, Pusztaszeri Kornél |                             |                   |

## Érdekességek
A filmben sokat szereplő autók:
- AC Cobra 427
- 2014-es BMW 435i
- 2015-ös BMW 6 Gran Coupé
- 2014-es BMW M3
- Bugatti Type 57 S Atlantic
- 2002-es Ford Focus SW MkI
- Maserati Quattroporte V
- Nissan Micra
- Porsche 911 Carrera
- Renault FR1
- 1996-os Renault Magnum (kamion)

Forrás: 